# AK von Malmborg

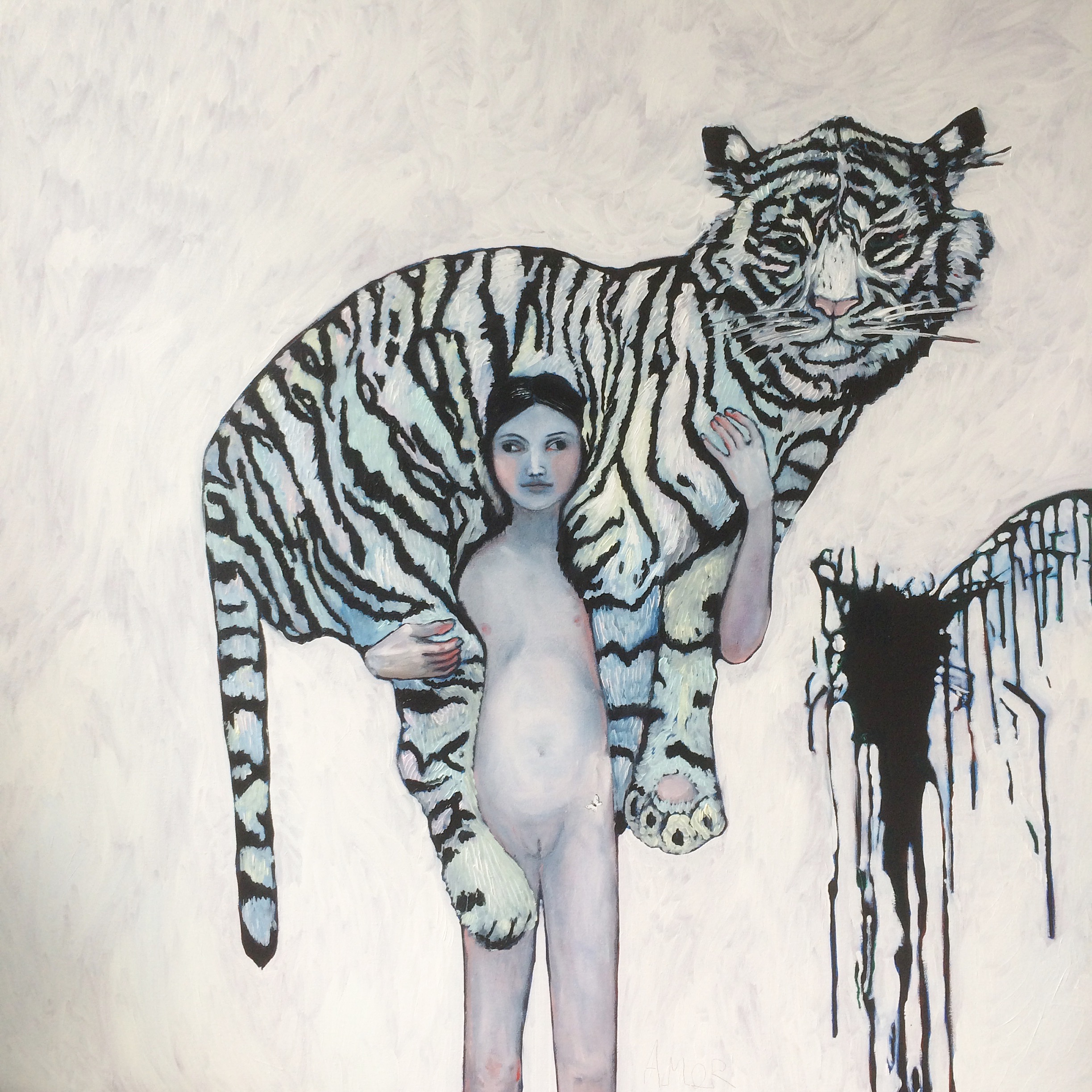
Amor Fati, olja på duk

 Anna-Karin Margareta von Malmborg, född 29 april 1976 i Saltsjöbadens församling, är en svensk konstnär och tidigare musiker. Hon är verksam under artistnamnet AK von Malmborg och främst som målare.

## Biografi
År 2002–2005 var von Malmborg bosatt i London och utbildade sig i fri konst på Central Saint Martins College of Art and Design. År 2004 var hon bosatt i New York under utbytesstudier i fri konst på Pratt Institute. 
von Malmborg  var även verksam som musiker mellan 2004 och 2015. Hon utgjorde ena halvan av duon AK-Momo som 2004 gav ut albumet Return to New York i USA och 2009 i Europa. 
År 2006 medverkade von Malmborg i den elektroniska operaperformancen Sorelle. Till den skrev hon librettot och sjöng och agerade i en av de tre rollerna. Uppsättningen hade premiär i Stockholm och turnerade i Europa till och med 2009.
I december 2009 gav von Malmborg ut en soloskiva på svenska, Vår tids rädsla för AK von Malmborg. Kort därefter gjorde hon även en scenföreställning med samma namn på Teater Giljotin i Stockholm. Hon har gjort flera performances, som Sorelle 2006–2009 i Stockholm, Unisex Uniform Radical Monument 2004 i New York och AK 47 på De la Warr Pavilion i Storbritannien. Hon har samarbetat med flera svenska artister, som Olle Ljungström, Ane Brun, Freddie Wadling, Jennie Abrahamson, Johan Lindström, Andreas Dahlbäck och Linnea Olsson. År 2013 kom singeln Ljuset, i duett med Ane Brun. År 2014 gav hon albumet Hens Majestät AK von Malmborg
Med performancen AK von Malmborg är död på Stockholm Music and Arts-festivalen 2015 avslutade von Malmborg sin musikaliska bana till förmån för måleriet.  

## Diskografi
- 2004 – Return to NY 2004 (som ena halvan i duon AK-Momo)
- 2009 – Vår tids rädsla för AK von Malmborg 2009
- 2014 – Hens Majestät AK von Malmborg 2014